# HD 220689
HD 220689 är en ensam stjärna belägen i den södra delen av stjärnbilden Vattumannen. Den har en skenbar magnitud av ca 7,74 och kräver åtminstone en stark handkikare för att kunna observeras. Baserat på parallax enligt Gaia Data Release 2 på ca 21,3 mas, beräknas den befinna sig på ett avstånd på ca 153 ljusår (ca 47 parsek) från solen. Den rör sig bort från solen med en heliocentrisk radialhastighet på ca 12 km/s.

## Egenskaper
HD 220689 är en solliknande gul till vit stjärna i huvudserien av spektralklass G3 V. Den har en massa som är omkring en solmassa, en radie som är omkring en solradie och har ca 1,5 gånger solens utstrålning av energi från dess fotosfär vid en effektiv temperatur av ca 5 900 K.
En undersökning utförd 2015 har uteslutit förekomsten av ytterligare följeslagare på beräknade avstånd från 26 till 305 astronomiska enheter.

## Planetsystem
Från 1998 till 2012 var HD 220689 under observation från CORALIE echelle-spektrografen vid La Silla Observatory. År 2012 observerades genom mätning av variationer i radiell hastighet en exoplanet med lång omloppsperiod i en vid omloppsbana. Detta publicerades i november samma år. Den maximala omloppsperioden som möjliggör dynamisk stabilitet för en hypotetisk inre planet är 3,9 år.
| Planet | Massa             | Halv storaxel (AE) | Siderisk omloppstid (d) | Excentricitet | Inklination | Radie |
| ------ | ----------------- | ------------------ | ----------------------- | ------------- | ----------- | ----- |
| b      | ≥1,118 ± 0,035 MJ | 3,396 ± 0,081      | 2 266,40 ± 58,77        | 0,054 ± 0,038 | -           | -     |